# Kumamoto (prefektura)
Kumamoto (japanski: kanji (熊本県, romaji: Kumamoto-ken) je prefektura u današnjem Japanu. 
Nalazi se na zapadnoj obali otoka Kyūshūa. Nalazi se u chihō Kyūshūu.
Glavni je grad Kumamoto.
Organizirana je u 9 okruga i 45 općine. ISO kod za ovu pokrajinu je JP-43.
1. svibnja 2011. u ovoj je prefekturi živjelo 1,812.255 stanovnika.
Simboli ove prefekture su cvijet japanske gencijane (Gentiana scabra var. buergeri), drvo kamforovca (Cinnamomum camphora) i ptica poljska ševa (Alauda arvensis).